# Fabbricante di lacrime
Fabbricante di lacrime è un romanzo del 2021 scritto da Erin Doom e pubblicato in Italia da Salani.
Grazie alla grande popolarità avuta all'interno della comunità del BookTok nella piattaforma TikTok, con quasi 500.000 copie vendute nel solo 2022, il romanzo è risultato il più venduto dell'anno in Italia.

## Trama
Il libro è ambientato in una piccola città dell’Alabama. La protagonista è Nica Dover, una ragazzina con molte lentiggini e gli occhi di colore grigio, che vive in un orfanotrofio soprannominato Grave, dove si raccontano da sempre storie e leggende a lume di candela. La più famosa è quella del fabbricante di lacrime, un misterioso artigiano dagli occhi azzurri colpevole di aver forgiato tutte le paure e le angosce che abitano nel cuore degli uomini. Un giorno una coppia decide di adottarla, avverando così il suo sogno, ma insieme a lei adottano anche Rigel Wilde, un ragazzo misterioso e affascinante che la odia per motivi a lei sconosciuti.

## Personaggi principali
- Nica Dover: è la ragazzina protagonista del libro.
- il Fabbricante di lacrime: è il misterioso personaggio protagonista delle storie raccontate al Grave.
- Rigel Wilde: è il ragazzo coprotagonista del romanzo.
- Miki, Billie e Adeline: sono le amiche di Nica.
- Lionel: è lo spasimante di Nica.
- Anna e Norman Milligan: genitori adottivi di Nica e Rigel.

## Adattamento cinematografico
Da questo libro è tratto l'omonimo adattamento cinematografica diretto da Alessandro Genovesi e interpretato da Caterina Ferioli e Biondo. Il film è stato distribuito su Netflix il 4 aprile 2024.